# بربوط أعماق البحار

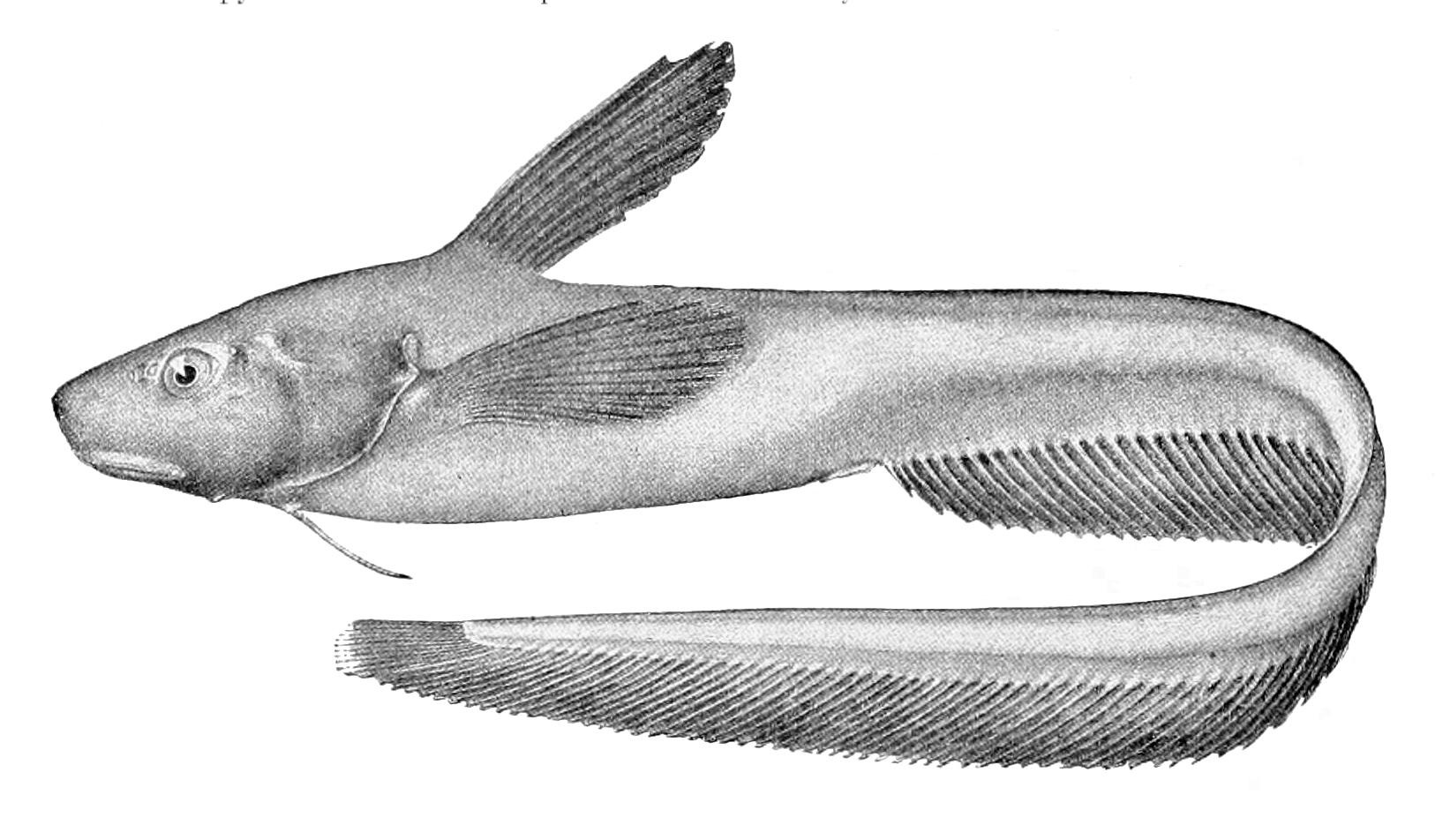
بربوط أعماق البحر

بربوط أعماق البحار (بالإنجليزية:Ateleopodidae ) سمكة من عائلة سمك أعماق البحار تعيش في أعماق بين 100 إلى 1200 متر في البحر الكاريبي و شرق المحيط الأطلسي ن وتعيش أيضا في المحيط الهندي و في غرب المحيط الهادي ، وفي شرق المحيط الهادي عند كوستاريكا وبنما.

## خصائصها
على الرغم أنها تنتمي إلى فوق طائفة أسماك عظمية فغن معظم هيكلها يتكون من غضاريف . وتتميز سمكة بربوط أعماق البحار بزعنفة خلفية طويلة ملتحمة بزعنفة الذيل. أما زعنفة الظهر فلها من 3 إلى 13 شوكة وتبدأ مباشرة خلف الرأس . يبلغ طول السمكة بين 37 سنتيمتر إلى 2 متر . والكبير منها له زعنفة على الظهر واحدة (ما عدا نوع «غينزروس ألتيفيلا» Guentherus altivela.

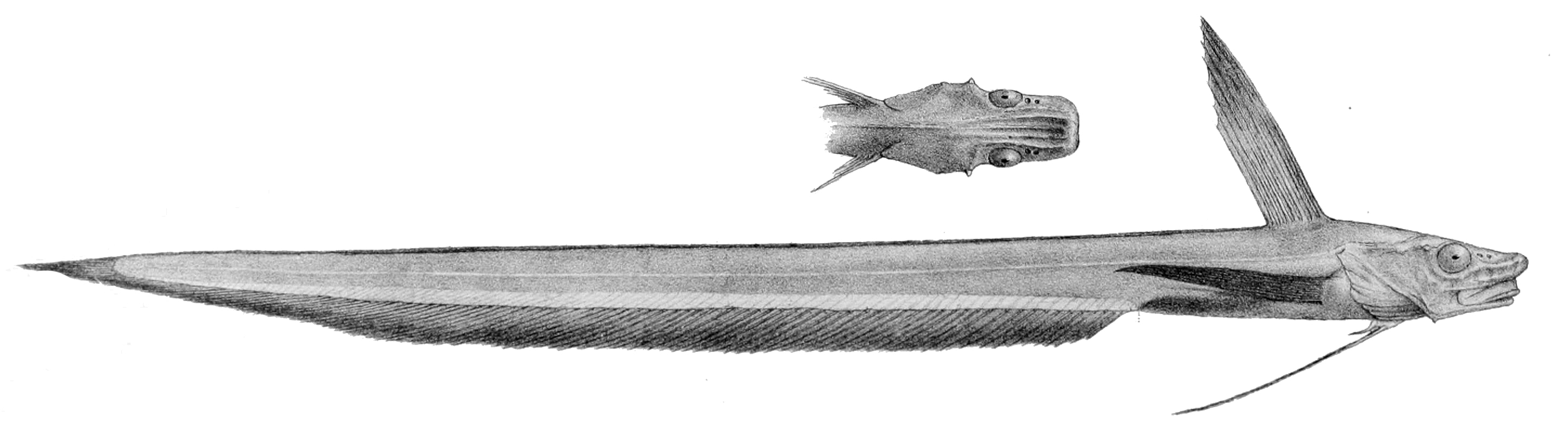
Ateleopus japonicus

يعرف منها 4 أجناس و 13 نوع، غير معروفة تماما وينقصها تحتاج البحث العلمي .

## اقرأ أيضا
- قنديل أعماق البحار
- سمك أعماق البحار
- أبو الشص
- زنبق البحر